# Las hermanas Snoop
Las hermanas Snoop (título original: The Snoop Sisters) fue una serie de televisión estadounidense de comedia y misterio emitida por la cadena NBC entre 1973 y 1974.
Hacía parte de la franja NBC Mystery Movie, alternando horarios con las series Banacek, Tenafly y Faraday and Company. De estas series, solo Banacek demostró cierta longevidad.
La serie contó con invitados especiales como Joan Blondell, Art Carney, Jill Clayburgh, Alice Cooper, William Devane, Roddy McDowall, Geraldine Page, Walter Pidgeon, Vincent Price, Fritz Weaver y Paulette Goddard.

## Reparto
- Helen Hayes como Ernesta Snoop.
- Mildred Natwick como Gwendolyn Snoop Nicholson.
- Lou Antonio como Barney.
- Bert Convy como Steve Ostrowski.